# Shelly Kagan

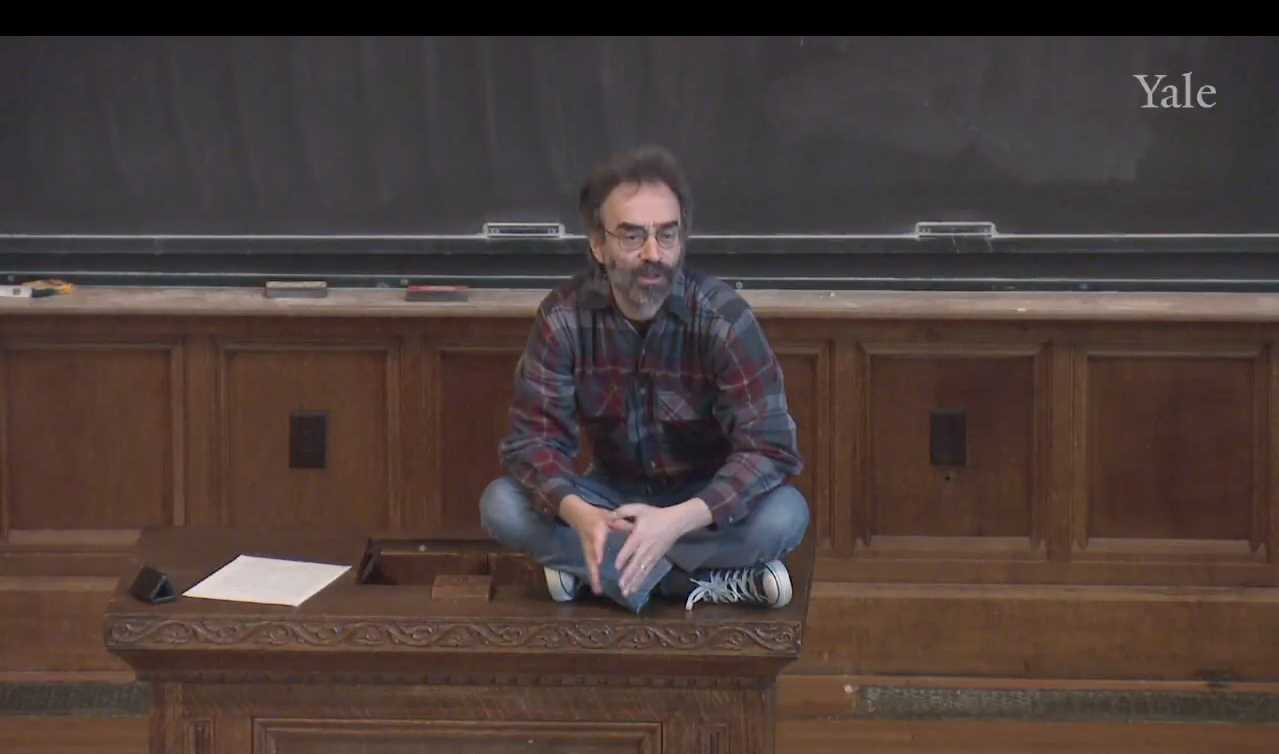
Shelly Kagan an der Yale-Universität.

Shelly Kagan (* 1956) ist Professor für Philosophie an der Yale University. Er ist vor allem für seine Veröffentlichungen im Bereich der Moralphilosophie und der normativen Ethik bekannt. Darin beschäftigt er sich insbesondere mit der Debatte zwischen konsequentialistischen und deontologischen Theorien. Eine von ihm gehaltene philosophische Vorlesung über den Tod kann man sich frei im Internet ansehen, im Projekt der Open Yale Courses.

## Ausbildung und Karriere
Kagan, der jüdische Vorfahren hat, bekam seinen B.A. an der Wesleyan University und seinen Ph.D. an der Princeton University 1982, unter Aufsicht von Thomas Nagel. Vor Yale arbeitete er an den Universitäten University of Pittsburgh und University of Illinois at Chicago.  2016 wurde Kagan zum Mitglied der American Academy of Arts and Sciences gewählt.

## Werke
- Geometry of Desert. Oxford University Press, 2012, ISBN 0-19-989559-7.
- Death. Yale University Press, 2012, ISBN 978-0-300-18084-8.
- Normative Ethics. Westview Press, 1997, ISBN 0-8133-0846-1.
- The Limits of Morality. Oxford University Press, 1991, ISBN 0-19-823916-5.
- How to Count Animals, more or less. Oxford University Press, 2019, ISBN 978-0-19-882967-6.